# 克林·波佩斯库-特里恰努
克林·康斯坦丁·安东·波佩斯库-特里恰努（羅馬尼亞語：Călin Constantin Anton Popescu-Tăriceanu，發音：[kəˈliŋ konstanˈtin anˈton poˈpesku təriˈtʃe̯anu]；1952年1月14日—），罗马尼亚政治人物，2004年12月29日到2008年12月22日任罗马尼亚总理。2004年开始任罗马尼亚国家自由党（PNL）主席和欧洲自由民主和改革党（ELDR）副主席。

## 简介

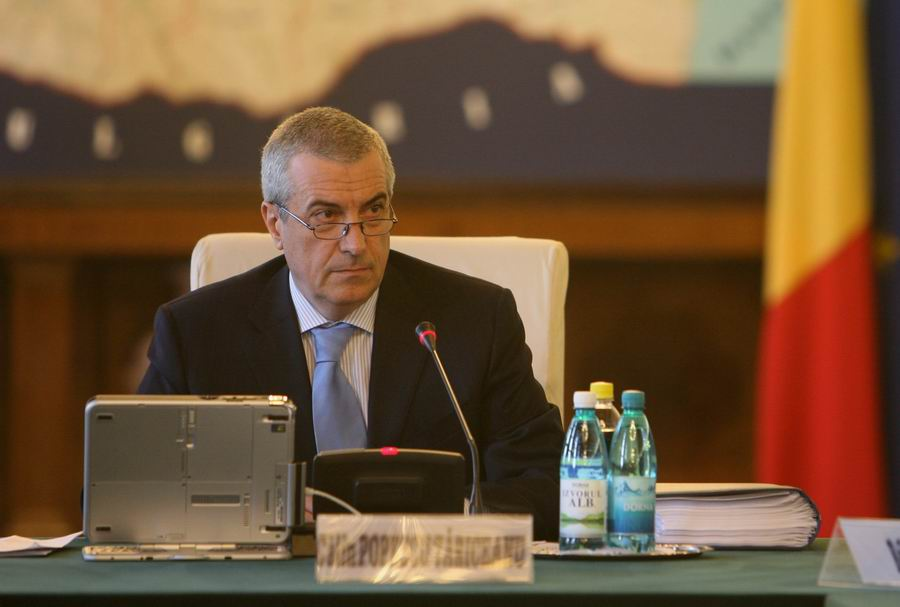
克林·波佩斯库-特里恰努

波佩斯库-特里恰努母亲亚历山德里娜·露易丝·勒泽雷斯库（Alexandrina Louise Lăzărescu）有希腊血统，毕业于布加勒斯特建筑学院水利工程系，有数学和计算机科学硕士学位。1990年成立罗马尼亚首家私人广播电台并任台长。1996年起当选众议员。1996至1997年任国务部长（副总理）兼工贸部长。他是罗马尼亚国家自由党创始人之一。曾任该党执行书记、副主席，2004年10月出任主席。

## 罗马尼亚总理
2004年12月28日波佩斯库-特里恰努在大选获胜后组阁。罗马尼亚议会同年12月28日批准了新政府成员和执政纲领。
2005年7月7日，因宪法法院宣布否决政府提出的所有制改革和司法改革的一整套法令，使政府无法进行体制改革，波佩斯库-特里恰努宣布政府辞职，要求重新举行大选。由于连降暴雨，罗马尼亚遭受40年来最为严重的洪涝灾害。罗马尼亚全国31个县遭受洪灾。在东部地区，洪灾已造成20人死亡，还冲毁了1.08万座住宅、554座桥梁以及数百公里长的公路和铁路。7月19日波佩斯库-特里恰努宣布，因罗马尼亚洪涝灾害严重，他目前要求辞职不妥当，国家的当务之急是支持人民救灾和重建灾区。他将要求议会两院开会，向两院发表一项支持救灾的政治声明。随后罗宪法法院又重新审议了有关所有制改革和司法改革的法令，决定修改7月6日的判决，赞同政府提出的这一整套法令。 
2008年议会选举后下台。

## 政府(2004年12月28日组成)
- 副总理/负责文化、教育和加入欧盟事务的国务部长 - 贝拉·马尔科(Bela Marko);
- 副总理/负责经济事务 - 格奥尔基·波贾Gheorghe Pogea;
- 司法部长 - 莫妮卡·马科维Monica Luisa Macovei;
- 财政部长 - 塞巴斯蒂安·弗勒代斯库Sebastian Vlădescu;
- 劳动、社会团结和家庭部长 - 格奥尔基·巴尔布Gheorghe Barbu;
- 欧洲一体化部长 - 安卡·达尼埃拉·博阿久Anca Boagiu;
- 外交部长 - 米哈伊·勒兹万·温古雷亚努Mihai Răzvan Ungureanu;
- 内务部长 - 瓦西里·布拉加Vasile Blaga;
- 经济和商务部长 - 科德鲁茨·谢雷什Ioan-Codruţ Seres;
- 国防部长 - 特奥多尔·阿塔纳休Teodor Atanasiu;
- 农业、林业、水利和环境部长 - 格奥尔基·弗卢图尔Gheorghe Flutur;
- 运输、建设和观光部长 - 格奥尔基·多布雷Gheorghe Dobre;
- 教育和研究部长 - 米尔恰·米克莱亚Mircea Miclea;
- 文化和宗教事务部长 - 阿德里安·约尔古列斯库Adrian Iorgulescu;
- 卫生部长 - 欧金·格奥尔基·尼科勒埃斯库Eugen Nicolăescu;
- 通信和信息技术部长 - 索尔特·纳吉Zsolt Nagy;
- 环境和水利部长 - 苏尔菲娜·巴尔布Sulfina Barbu;
- 政府秘书长 - 米哈伊·沃伊库Mihai Alexandru Voicu;
- 负责国际援助计划和欧盟协议落实监督的部长级代表 - 克里斯蒂安·达维德Cristian David;
- 负责协调政府管理当局的部长级代表for the coordination of control authorities - 索林·维科尔Sorin Vicol;
- 负责议会关系的部长级代表 - 波格丹·奥尔泰亚努Bogdan Olteanu;
- 负责公共工程与国土整治的部长级代表 - 拉斯洛·博尔贝Laszlo Borbely;
- 负责商业贸易事务的部长级代表 - 尤柳·温克勒Iuliu (Gyula) Winkler;